# Preußische Ansiedlungskommission

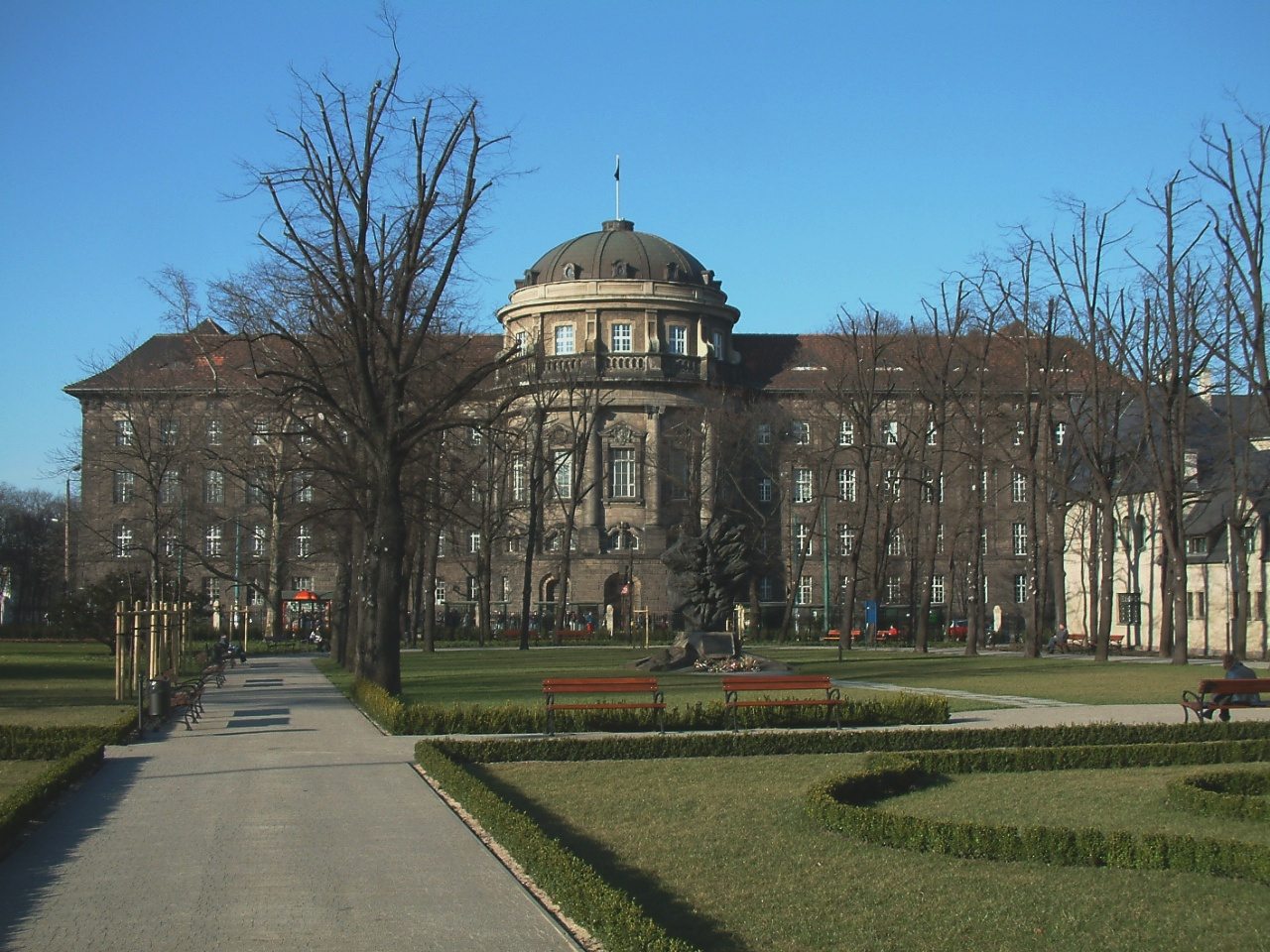
Ehemaliger Hauptsitz der Ansiedlungskommission in Posen, heute Collegium Maius der Universität UAM

Die Königlich Preußische Ansiedlungskommission für Westpreußen und Posen wurde 1886 als ein zentraler Bestandteil der Germanisierungspolitik der Ostprovinzen des Königreichs Preußen gegründet. Angestrebt wurde eine Neuansiedlung deutscher Zuwanderer in den Provinzen Posen und Westpreußen. Die Ansiedlungskommission bestand offiziell bis in die 1920er Jahre, ihre praktische Arbeit endete aber schon 1918.

## Ziele und Intentionen
Die Zuwendung zur Ansiedlungspolitik war Bestandteil eines allgemeinen Wandels der preußischen Polenpolitik. Anstelle von kultureller Assimilation setzte man seit den 1880er Jahren auf bevölkerungspolitische und demographische Maßnahmen. Eine konkrete Ursache war die verstärkte Abwanderung großer Teile der deutschsprachigen Bevölkerung aus den agrarischen Ostprovinzen Preußens in die Industriezentren im Westen des Landes. Eine Mehrheit aus Konservativen und Nationalliberalen beschloss im preußischen Abgeordnetenhaus mit dem „Gesetz betreffend die Beförderung deutscher Ansiedlungen in den Provinzen Westpreußen und Posen“ die Gründung der Ansiedlungskommission. Ihr Zweck war es, verschuldete Güter in polnischem Besitz aufzukaufen. Diese Maßnahme richtete sich gegen den polnischen Adel, den der preußische Ministerpräsident (und Reichskanzler) Otto von Bismarck als den wichtigsten Träger des polnischen Widerstandswillens ansah.
Die Güter sollten aufgeteilt und an deutsche Siedler vergeben werden. Die Aufteilung setzten die Nationalliberalen gegen Bismarck und zahlreiche Konservative durch, die darin negative Folgen für den adeligen Grundbesitz allgemein sahen.
Ihren Sitz hatte die Kommission in der Stadt Posen. Ausgestattet war sie anfangs mit einem Kapital von 100 Millionen Mark. Die Verantwortlichen hofften, so 40.000 Neubauern ansiedeln zu können, um „einen lebendigen Wall gegen die slawische Flut“ zu bilden. Die Kommission war direkt dem preußischen Staatsministerium untergeordnet.
Bis 1892 wurden etwa 58.000 ha Land erworben. Der größte Teil von etwa 53.000 ha stammte aus polnischen und ein kleinerer Teil von 5000 ha aus deutschen Besitz. In der Folgezeit gelang es kaum noch, Land aus polnischen Besitz zu erwerben. Das Land wurde in Bauernstellen aufgeteilt und meist als sogenanntes Rentengut vergeben. Die Ansiedlungskommission behielt als Kapitalgeber das Wiederverkaufsrecht und letztlich das Obereigentum, weil das Land nur bis zu 90 % abgelöst werden konnte. Dies sollte verhindern, dass das Gut an polnische Besitzer weiterverkauft werden konnte.
Nach dem Ende der gemäßigten Ära Caprivi wurde die Ansiedlungspolitik wieder verschärft. Im Jahr 1898 wurden der Ansiedlungskommission weitere 100 Millionen Mark bewilligt und 1902 kamen weitere 150 Millionen Mark hinzu. Gleichzeitig wurde der polnische Gütererwerb erschwert. Auf Druck des Ostmarkenvereins wurde 1907 die Möglichkeit geschaffen, Land auch zu enteignen. Dieser Eingriff in das Eigentumsrecht stieß auf Kritik bei den Konservativen. Wohl auch deshalb machte die Kommission von dem Recht zunächst keinen Gebrauch. Erst 1912 kam dieses auf Druck des Ostmarkenvereins im Fall von vier Gütern zur Anwendung. Zu dem Vorgehen gab es parlamentarische Debatten im preußischen Abgeordnetenhaus und im Reichstag. Das Abgeordnetenhaus sprach sich gegen das Votum der polnischen Fraktion und des Zentrums dafür aus, während die Mehrheit des Reichstages das Vorgehen 1913 missbilligte.

## Folgen
Tatsächlich wurden auf Basis des Gesetzes deutlich weniger Neusiedlerstellen als erhofft geschaffen. Die Mehrheit lag in der Provinz Posen.
Die Gründung der Ansiedlungskommission führte zur ungewollten Stärkung der polnischen Nationalbewegung. Ein polnischer Staat bestand seit den Teilungen am Ende des 18. Jahrhunderts nicht mehr, abgesehen vom kurzen Intermezzo des Herzogtums Warschau in der napoleonischen Ära. Die Polen gründeten zur Sicherung des Grundbesitzes eine Landesbank (Bank Ziemski) und eine Genossenschaftsbank (Bank Społek Zarobkowych). Diesen und anderen Einrichtungen gelang es, mehr Güter aufzukaufen und an polnische Siedler zu verteilen als der deutschen Kommission.
Das Ziel, durch die Ansiedlungskommission die polnische Nationalbewegung zu schwächen, war auch deshalb verfehlt, weil deren Schwerpunkt längst nicht mehr beim Adel, sondern beim Bürgertum und noch immer bei der katholischen Kirche in Polen lag.
Letztlich kaufte die Kommission mehr deutschen Besitz als polnischen auf. Zwischen 1886 und 1906 gingen 220 Millionen Mark an deutsche Eigentümer und nur dreißig Millionen an polnische Grundbesitzer. Insgesamt gab die Kommission bis zum Beginn des Ersten Weltkrieges etwa 1 Milliarde Mark aus. Hans-Ulrich Wehler urteilt, dass die Kommission letztlich ein Sanierungsunternehmen für zahlreiche hochverschuldete Junker war. Indem die Junker damit drohten, ihr Land an eine polnische Institution zu verkaufen, veranlassten sie die Ansiedlungskommission zum Ankauf zu Preisen deutlich über Wert. Die Preise für Land aus Großgrundbesitz stiegen in den betroffenen Gebieten von 1895 bis 1907 um 65–130 % pro Hektar. Insgesamt wurden zwischen 1886 und 1916 21.727 Siedlerstellen mit einem Besitz von jeweils 13–15 Hektar geschaffen. Die Zahlen waren zu gering, um eine Verschiebung des Verhältnisses von polnischer und deutscher Bevölkerung herbeizuführen.
Nach dem Friedensvertrag von Versailles wurde der Großteil der Provinz Posen und Westpreußens an die (neue) Zweite Polnische Republik abgetreten; es entstand die Grenzmark Posen-Westpreußen. Damit verlor die Ansiedlungskommission ihre Bedeutung.

## Kommissionsmitglieder

### Vorsitzende
- 1886–1891: Robert von Zedlitz-Trützschler (1837–1914)
- 1891–1903: Rudolf von Wittenburg (1842–1911)
- 1903–1908: Paul Blomeyer (1860–1918)
- 1908–1913: Friedrich Karl Gramsch (1860–1923)
- 1913–1920: Hugo Ganse (1862–1944)

### Weitere Mitglieder der Kommission
- Wilhelm von Waldow
- Hans von Meibom
- Alfred Hugenberg
- Friedrich von Born-Fallois

## Sitz der Ansiedlungskommission
In den Anfangsjahren waren die Bediensteten der Ansiedlungskommission äußerst spartanisch in – zum Teil – angemieteten und unzusammenhängenden Büroräumen in Posen untergebracht.
In den Jahren 1905 bis 1908 wurde nach Plänen des Architekten Oskar Delius an der Paulikirchstraße (heute: ul. Fredry 10) ein repräsentatives Dienstgebäude in neobarocken Formen für die Ansiedlungskommission errichtet.